# Hasenpfeffer
Hasenpfeffer és un guisat tradicional alemany fet de conill o llebre en escabetx, tallat en trossos de mida adient per torrar-los en sec breument i posteriorment estofar-los amb ceba i una marinada feta de vi i vinagre. Els condiments típics inclouen pebre negre fresc aixafat o pebre en gra sencer, juntament amb la sal, la ceba, l'all, llimona, sàlvia, farigola, romaní, pebre de Jamaica, baies de ginebre, clau d'olor, i la fulla de llorer.